# Anticòs monoclonal
Un anticòs monoclonal (en anglès monoclonal antibody, abreviat mAB) és un anticòs homogeni produït per una cèl·lula híbrida producte de la fusió d'un clon de limfòcits B descendent d'una sola i única cèl·lula mare i una cèl·lula plasmàtica tumoral.
Els anticossos monoclonals són anticossos idèntics perquè són produïts per un sol tipus de cèl·lula del sistema immunitari, és a dir, tots els clons procedeixen d'una sola cèl·lula mare. És possible produir anticossos monoclonals que s'uneixin específicament amb qualsevol molècula amb caràcter antigènic. Aquest fenomen és de gran utilitat en bioquímica, biologia molecular i medicina.

## Producció d'anticossos monoclonals

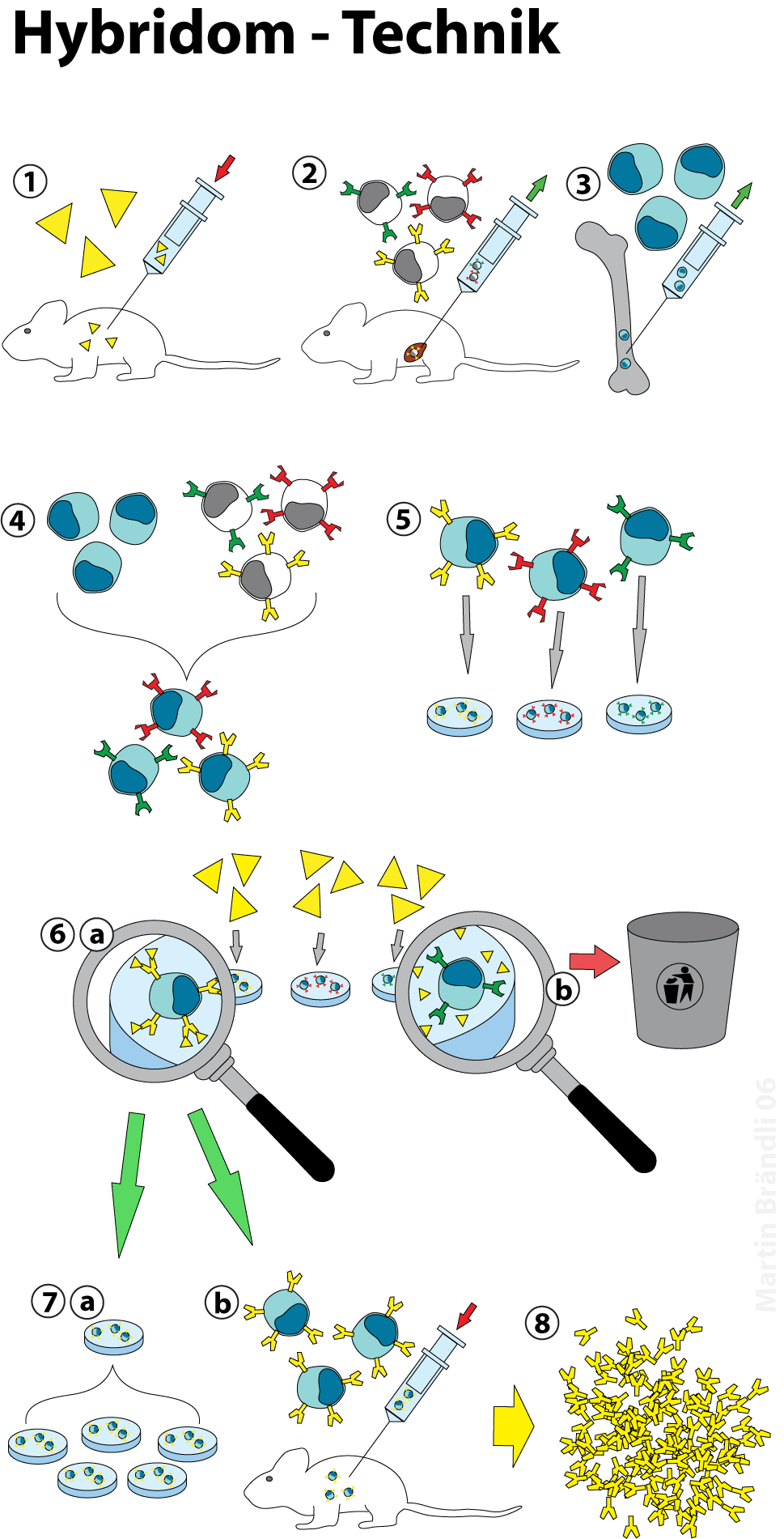
Tècnica d'hibridació: (1) Immunització d'un ratolí; (2) Aïllament de limfòcits B de la melsa; (3) Cultiu de cèl·lules de mieloma; (4) Fusió de limfòcits B i de mieloma; (5) Selecció i cribratge de línies cel·lulars adequades; (6) Processament o emmagatzematge posterior de les cèl·lules d'hibridoma; (7) Producció d'anticossos in vitro (7a) o in vivo (7b); (8) Recol·lecció dels anticossos

Si una substància estranya (un antigen) s'injecta en el cos d'un ratolí o en un humà, alguna de les cèl·lules B del seu sistema immunitari es transformaran en cèl·lules plasmàtiques i començaran a produir anticossos que s'uniran a aquest antigen. Cada cèl·lula B produeix un sol tipus d'anticòs, però diferents limfòcits B, produiran anticossos estructuralment diferents que s'uneixen a distintes parts de l'antigen. Aquesta barreja fisiològica natural d'anticossos és coneguda com a anticossos policlonals.
Per a produir anticossos monoclonals, primer s'extreuen cèl·lules B de la melsa d'un animal que ha estat exposat a l'antigen. Aquestes cèl·lules B són fusionades en presència de polietilenglicol (PEG) amb cèl·lules tumorals de mieloma múltiple (un tipus de càncer) que poden créixer indefinidament en un cultiu cel·lular. Aquesta fusió fa a les membranes cel·lulars més permeables. Aquestes cèl·lules fusionades híbrides, anomenades hibridomes poden multiplicar-se ràpidament i indefinida, i poden produir gran quantitat d'anticossos. Els hibridomes són suficientment diluïts i conreats per a obtenir un nombre diferent de determinades colònies, les quals produeixen només un tipus d'anticòs. Els anticossos de diferents colònies són analitzats per a conèixer la seva capacitat d'unir-se a un antigen determinat, per exemple amb un tipus de test anomenat ELISA, i per a seleccionar-se i aïllar-se de la manera més efectiva.
El procés de producció d'anticossos monoclonals és complex. Primer es disgrega la melsa del ratolí immunitzat, on s'acumulen els limfòcits B que tenen una escassa viabilitat en cultiu, i es fusionen amb cèl·lules de mieloma deficients en enzims implicats en la síntesi del nou ADN com la timidina-cinasa (TK) o la hipoxantina-guanina-fosforibosil-transferasa (HGPRT). Els productes de la fusió cel·lular (hibridomes) són conreats en un medi HAT (d'hipoxantina, aminopterina i timidina) on les cèl·lules mielòmiques són eliminades. Només les cèl·lules producte de la fusió entre un limfòcit i una cèl·lula de mieloma són capaces de créixer en aquest medi HAT. Les cèl·lules híbrides obtingudes després del procés de fusió contenen un nombre elevat de cromosomes (72 del mieloma i 40 del limfòcit B) que en les successives divisions cel·lulars s'aniran perdent fins a oscil·lar entre els 70 i els 80 cromosomes. Com a conseqüència d'aquest procés, algunes cèl·lules perden la capacitat de secreció d'anticossos o bé funcions bàsiques per a la viabilitat cel·lular. Per això tan aviat com s'identifica com positiu un pouet se sotmet a un procés de clonació per a evitar el creixement de cèl·lules no productores que en ser metabòlicament més eficients acabarien per dominar el cultiu.
Els anticossos monoclonals poden ser produïts en cultius cel·lulars o en animals. Quan les cèl·lules d'un hibridoma són injectades en cultius de teixits com el peritoneu (cavitat peritoneal), produeix tumors que sintetitzen un fluid ric en anticossos anomenat líquid ascític.
Es coneix la tecnologia necessària per a la producció d'anticossos en absència d'immunització de l'animal. És la denominada tecnologia dels anticossos recombinants. Els avanços en la tecnologia gènica han facilitat en gran manera la manipulació genètica, producció, identificació i conjugació de fragments d'anticossos recombinants, obtenint-se nous anticossos multivalents i multiespecífics.
Aquestes tecnologies han permès desenvolupar estratègies de cribratge d'anticossos monoclonals fos del cos humà. Per a això és necessari disposar, en primer lloc d'enormes llibreries de gens d'anticossos, habitualment mitjançant amplificació PCR de cADN de limfòcits o, alternativamente, mitjançant síntesi in vitro de gens usant cebadors aleatoritzats ("randomized wobble"). El mètode de 'cribratge' d'aquestes llibreries ha de tenir una eficiència comparable a la del sistema immunitari, el que es pot aconseguir exposant en la superfície de microorganismes els anticossos produïts. Exemples dels microorganismes emprats són els fags filamentosos com M13 o bacteris. Aquesta presentació en superfície permet establir un enllaci físic entre la funció d'unió a l'antigen i el gen de l'anticòs, de manera que l'afinitat a l'antigen permet aïllar el microorganisme portador del gen de l'anticòs d'interès entre milions d'uns altres. Una vegada aïllat el clon específic s'amplifica per a la producció de l'anticòs d'interès, per exemple en E. coli.

## Descobriment dels anticossos monoclonals
Els investigadors Niels K. Jerne, Georges Köhler i Cesar Milstein, van descriure la tècnica que permetia el cultiu d'hibridomes o cèl·lules híbrides de limfòcits B amb cèl·lules plasmàtiques tumorals de mieloma múltiple. Amb aquesta fusió de dues cèl·lules, una programada per a produir un anticòs específic però que no es multiplica indefinidament (limfòcit) i una altra immortal amb gran capacitat de creixement però que no produeix immunoglobulina (cèl·lula de mieloma), es combina la informació genètica necessària per a la síntesi de l'anticòs desitjat i una capacitat de síntesi proteica, permetent la seva multiplicació indefinida tant in vitro com in vivo. Per aquesta aportació a la ciència Jerne, Kölher i Milstein van rebre el premi Nobel de Medicina en 1984.
En l'any 2005, els anticossos monoclonals han complert 25 anys des de la seva invenció deixant de ser una curiositat biològica per a ser una forma de tractament i diagnòstic molt important en diverses malalties. Existeixen més de 17 anticossos monoclonals aprovats per la FDA, però el nombre d'anticossos monoclonals en fase d'assaig clínic és elevat i representen un 30 per cent de tots els compostos en investigació en el 2005.

## Aplicacions dels anticossos monoclonals
Una vegada que s'han produït anticossos monoclonals que s'uneixen a determinades substàncies, aquests poden ser usats per a detectar la presència i quantitat d'aquesta substància, gràcies a la prova de Western blot, que detecta una substància en una solució o amb una prova d'immunofluorescència, que detecta una substància en una cèl·lula sencera. Els anticossos monoclonals també són usats per a purificar una substància amb tècniques anomenades immunoprecipitació i cromatografia.
Els anticossos monoclonals mostren una sèrie d'avantatges sobre els anticossos policlonals com ara una major homogeneïtat, la reproductibilitat dels seus efectes, a conseqüència de la seva homogeneïtat i una major capacitat potencial de seleccionar els millors anticossos en afinitat, tipus de reconeixement.
Els anticossos monoclonals s'utilitzen en molts camps, entre els quals:
1. Investigació biomèdica, com la identificació i clonació de gens, la identificació i aïllament de proteïnes, l'activació d'enzims, coneixement de l'estructura molecular i morfogènesi.
2. Diagnòstic: En medicina, gràcies a la gran especificitat i capacitat pràcticament il·limitada dels anticossos monoclonals per a reconèixer qualsevol estructura química, permet la detecció d'hormones, vitamines, citocines; el monitoratge de fàrmacs, detecció de malalties infeccioses en microbiologia; la detecció d'al·lèrgens en al·lèrgia, hematologia, marcadors tumorals i infarts de miocardi, aplicacions forenses, immunoescintografia. En les tècniques diagnòstiques s'empren diverses eines de biologia molecular com ELISA, EIA, citometria, immunohistoquímica, immunofluorescència. Els anticossos monoclonals són unes de les substàncies més utilitzades en els laboratoris de diagnòstic.
3. Catàlisi: s'han utilitzat com catalitzadors de múltiples reaccions químiques.
4. Biosensors: Els anticossos monoclonals acoblats a transductors electrònics poden detectar tant molècules orgàniques com inorgàniques com la contaminació de metalls pesants en aliments i aigua, detecció de gasos tòxics, etc. Un biosensor és un instrument analític format per un material biològic immobilitzat com un enzim, anticòs, cèl·lula sencera, orgànul o combinacions d'aquests, en íntim contacte amb un sistema transductor adient que converteixi el senyal bioquímic en un senyal elèctric quantificable.
5. Tractament: Les aplicacions terapèutiques constitueixen el camp més important dels anticossos monoclonals, ja que són capaços d'erradicar certes infeccions i destruir cèl·lules, incloses les tumorals, mitjançant distints mecanismes. Per aquesta raó, són excel·lents substàncies per al tractament de malalties infeccioses, malalties autoimmunitàries, el càncer o en trasplantaments per a evitar el rebuig. Existeixen diversos anticossos monoclonals aprovats per al seu ús en determinades malalties.

## Anticossos monoclonals quimèrics i humanitzats
Els anticossos monoclonals de ratolí o murins, malgrat ser perfectament vàlids per a tots els usos terapèutics, no són útils per a la seva ocupació en éssers humans, especialment en teràpies que requereixin tractaments perllongats, ja que el sistema immunitari els identifica com cossos estranys i reacciona per a destruir-los, pel que la seva eficàcia terapèutica es veu clarament disminuïda. A més poden presentar possibles efectes secundaris com nefrotoxicitat, reaccions anafilàctiques, etc. Per això s'han d'obtenir anticossos monoclonals humans.
S'han desenvolupat diferents tècniques per a oferir solucions a la inicial impossibilitat d'obtenir anticossos monoclonals enterament humans, entre les quals destaquen la transformació de limfòcits B humans en cultiu mitjançant el virus d'Epstein-Barr, la utilització de ratolins amb immunodeficiència greu combinada, l'ús de ratolins transgènics, o tècniques d'ADN recombinant. Totes aquestes tècniques han presentat distints inconvenients que han impossibilitat el desenvolupament final dels anticossos monoclonals humans.
No obstant això, s'ha obtingut una segona generació d'anticossos monoclonals, basada en la humanització dels anticossos monoclonals de ratolí mitjançant enginyeria genètica, evitant així el rebuig del sistema immunitari en ser introduïts en l'organisme. Són els anomenats anticossos quimèrics. Un anticòs quimèric és creat de tal manera que incorpora una part animal i una part humana. La part animal o hipervariable (un 30%) és indispensable perquè l'anticòs reconegui la substància estranya (antigen) i la part humana (un 70%) és responsable que el sistema immunitari pugui contribuir a afegir efectivitat a la seva acció. D'aquesta manera és possible modificar els anticossos monoclonals, gairebé de manera infinita per a dotar-los de propietats efectores i de reconeixement diferents a les originals i minimitzar la possibilitat de generar resposta immunitària contra el propi anticòs terapèutic.
Un anticòs monoclonal humanitzat significa que conté un 90% de material humà, el que redueix la immunogenicitat dels anticossos, és a dir, el rebuig del sistema immunitari. La humanització és una tècnica que es basa en l'estructura terciària del lloc de combinació amb l'antigen, el paràtop, on existeixen unes regions responsables de la unió a l'antigen mentre que altres zones només serveixen de suport estructural al paràtop. Per tant, les regions estructurals s'obtenen d'un anticòs humà mentre que les regions responsables de la unió a l'antigen procedeixen de l'anticòs del ratolí.

## Anticossos monoclonals aprovats per a ús terapèutic
Cada vegada són més els anticossos monoclonals que tenen utilitat terapèutica en moltes malalties com el càncer, el rebuig de trasplantaments d'òrgans, malalties autoimmunitàries i al·lèrgiques.
| Anticòs monoclonal | Antigen                  | Mecanisme d'acció                                                                                      | Indicacions                                                                                           |
| ------------------ | ------------------------ | --- | --- |
| Abciximab          | Glicoproteïna Gpllb/llla | Inhibeix l'agregació plaquetària                                                                       | Antitrombòtic en intervencions coronàries i angioplàstiques                                           |
| Adalimumab         | TNF-alfa                 | Inhibeix l'efecte proinflamatori de TNF-alfa                                                           | Malaltia de Crohn, artritis reumatoide, espondilitis anquilopoètica, psoriasi                         |
| Alemtuzumab        | CD52                     | ADCC (Antibody-dependent cell-mediated cytotoxicity), CDC                                              | Leucèmia limfoide crònica B                                                                           |
| Basiliximab        | CD25                     | Inhibeix l'activació de limfòcits T intervinguda per CD25                                              | Prevenció del rebuig agut en trasplantament de ronyó.                                                 |
| Bevacizumab        | FCEV                     | Inhibeix l'efecte proangiogénic del FCEV                                                               | Càncer colorectal                                                                                     |
| Cetuximab          | EGFR                     | Bloqueja la unió d'EGF al seu receptor en les cèl·lules tumorals i la seva proliferació ADCC, CDC      | Càncer colorectal                                                                                     |
| Daclizumab         | CD25                     | Inhibeix l'activació de limfòcits T mediada per CD25                                                   | Prevenció del rebuig agut en trasplantament de ronyó                                                  |
| Denosumab          | RANKL                    | Inhibició dels osteoclasts                                                                             | Osteoporosi en dones postmenopàusiques amb alt risc de fractures                                      |
| Edrecolomab        | EpCAM, ADCC, CDC         | Inhibeix receptors de factors de creixement                                                            | Càncer colorectal                                                                                     |
| Efalizumab         | CD11a                    | Inhibeix l'adhesió de limfòcits T a l'endoteli i la seva activació                                     | Psoriasi, retirat del mercat                                                                          |
| Gemtuzumab         | CD33                     | Efecte citotòxic per dany a l'ADN i apoptosi apoptosi                                                  | Leucèmia mieloide aguda                                                                               |
| Ibritumomab        | CD20                     | Radioteràpia, ADCC, CDC, apoptosi                                                                      | Limfoma no Hodgkin                                                                                    |
| Infliximab         | TNF-alfa                 | Inhibeix l'efecte proinflamatori de TNF-alfa                                                           | Malaltia de Crohn, artritis reumatoide, espondilitis anquilopoètica, psoriasi                         |
| Muromonab          | CD 3                     | Immunosupresor; anergia i apoptosi de limfòcits T després de la seva activació                         | Tractament del rebuig agut en trasplantament                                                          |
| Ofatumumab         | CD20                     | Produeix apoptosi                                                                                      | Leucèmia limfàtica crònica, Limfoma no Hodgkin fol·licular,, artritis reumatoide i esclerosi múltiple |
| Omalizumab         | IgE                      | Disminueix els nivells d'IgE en circulació, bloqueja la unió als seus receptors                        | Asma d'origen al·lèrgic                                                                               |
| Palivizumab        | VSR proteïna F           | immunoteràpia passiva                                                                                  | Profilaxi malaltia virus sincitial respiratori en nens                                                |
| Ranibizumab        | FCEV                     | Inhibeix l'efecte proangiogènic del FCEV                                                               | Degeneració macular associada a l'edat de tipus exudativo                                             |
| Rituximab          | CD20, ADCC, CDC          | Produeix apoptosi                                                                                      | Limfoma no Hodgkin, leucèmia limfàtica crònica                                                        |
| Tositumomab        | CD20                     | Radioteràpia, ADCC, CDC, mort dependent de lisosomes i adhesió homotípica, no apoptòtica ni autofàgica | Limfoma no Hodgkin                                                                                    |
| Trastuzumab        | ErbB2 / neu              | Inhibeix la proliferació de cèl·lules tumorals intervinguda per ErbB2 i ADCC                           | Càncer de mama metastàtic                                                                             |